# Тулгієш
Тулгієш (рум. Tulghieș) — село у повіті Марамуреш в Румунії. Входить до складу комуни Мірешу-Маре.
Село розташоване на відстані 400 км на північний захід від Бухареста, 24 км на південний захід від Бая-Маре, 82 км на північ від Клуж-Напоки.

## Населення
За даними перепису населення 2002 року у селі проживали 714 осіб, усі — румуни. Усі жителі села рідною мовою назвали румунську.